# Климент І Константинопольський
Патріарх Климент (грец. Πατριάρχης Κλήμης) — патріарх Константинопольський протягом 42 днів у 1667 році.
Про життя Климента невідомо практично нічого: невідомі його прізвище, походження, дати його народження та смерті. Він був митрополитом Іконійським, коли 9 вересня 1667 був обраний патріархом Константинопольським. Незабаром після цього Священний синод Константинопольської православної церкви заявив, що Климент — груба і неосвічена людина, і домігся, щоб султан Османської імперії Мехмед IV 21 жовтня того ж 1667 року відправив його у відставку.
Справжні мотиви цього рішення невідомі, неясно також, як неосвічена людина могла бути митрополитом. Однак, аналогічна риторика за 20 років до цього використовувалася Синодом щодо патріарха Гавриїла II, який у результаті був зарахований до лику святих.
Невідомо, чи є цей Климент тією самою людиною, яка, починаючи з невідомого часу (після 1634 року) і, як мінімум, до 1653 (найвірогідніше, до 1655) року очолювала Прусську митрополію, однак, цього не можна виключати повністю, якщо врахувати, що інші патріархи того періоду — Гавриїл II, Парфеній IV, Діонісій III також по черзі перебували прусськими митрополитами.